# Lumen naturale
Lumen naturale (lateinisch für: das natürliche Licht) ist eine auf die antike Lichtmetaphysik zurückgehende Bezeichnung für das endliche Erkenntnisvermögen des Menschen im Gegensatz zum übernatürlichen, göttlichen Licht (lumen supranaturale). Das lumen naturale „erleuchtet“ nur die elementaren logischen und empirischen Wahrheiten, aber der Mensch kann nur durch Offenbarung zu einer höheren Erkenntnis gelangen. Zuerst hat wohl Cicero den Ausdruck in seinen Gesprächen in Tusculum verwendet, er nannte es lumen naturae. Für Augustin ist das Wort Gottes das eigentliche wahre Licht, das den ganzen Menschen erleuchtet. Das lumen naturale ist im christlichen Glauben von Gott gegeben. Im Gegensatz dazu ist das lumen naturale nach René Descartes eine angeborene Eigenschaft des Menschen, die Wahrheit intuitiv zu erkennen und damit die Vernunft.